# Acmaeodera resplendens
Acmaeodera resplendens är en skalbaggsart som beskrevs av Van Dyke 1937. Acmaeodera resplendens ingår i släktet Acmaeodera och familjen praktbaggar. Inga underarter finns listade i Catalogue of Life.